# Брега ЗПГ
Брега ЗПГ — завод із виробництва зрідженого природного газу, споруджений в Лівії на узбережжі затоки Сідра.
Лівія з 1960-х років стала однією з провідних нафтодобуваючих держав світу, при цьому розташовані на південь від Марса-ель-Брега родовища басейну Сирт (Нассер, Рагуба, Джебель та інші) давали велику кількість попутного газу. На основі даного ресурсу в 1970 році запустили другий в світі завод ЗПГ, сировинна база якого далі поповнилась газовими та газоконденсатними родовищами того ж району (Хатейба, Ассумуд, Сахл, Аттахаді, Сорра). Сировина надходить по газотранспортному коридору Нассер – Марса-Брега. 
Завод не отримав потужностей з попередньої підготовки сировини, які б дозволяли вилучати зріджений нафтовий газ (пропан-бутанову фракцію). В той же час, установки підготовки зазначених вище родовищ вилучають лише конденсат. Як наслідок, станом на 2010 рік через невідповідність продукції поширеним у світі стандартам завод у Брега міг постачати ЗПГ лише на один з іспанських терміналів.
Вивіз продукції відбувається через порт Марса-Брега, з гаванню якого сусідить майданчик заводу.
Станом на початок 2000-х років, після тривалого перебування країни під санкціями, виробничі можливості Брега ЗПГ знизились до 0,6 млн.т. Як наслідок, після зняття санкцій виникли плани модернізації застарілого обладнання, за чим повинно було послідувати його значне розширення. Втім, після початку в 2011-му громадянської війни завод припинив роботу і станом на середину 2020-х так і не відновив її.